# Chirurgia percutanea fibrotomica
La chirurgia percutanea fibrotomica (talvolta chiamata anche fibrotomia graduale) è una procedura chirurgica microinvasiva di tipo conservativo che consiste nello sfibramento delle fasce e delle fibre muscolari affette da spasticità, nel caso in cui queste risultino causa di difficoltà nel movimento fisiologico di un’articolazione.

## Storia e procedure analoghe
Il dottor Valerij Borisovich Ulzibat, medico nato e cresciuto in Mongolia che ha completato gli studi nella città di Kemerovo, nella Siberia sud-occidentale, fu il primo chirurgo ad adottare una tecnica di intervento microinvasivo nel trattamento dei disturbi motori conseguenziali a complicazioni neurologiche.
In Italia, all'Ospedale pediatrico Bambino Gesù di Roma, il prof. Pier Francesco Costici ed il suo team, hanno modificato la tecnica di fibrotomia graduale di Ulzibat, iniziando ad utilizzare il bisturi oftalmico, strumento utilizzato solitamente negli interventi di alta precisione che riguardano cornea e sclera, ed impiegato nella chirurgia percutanea fibrotomica proprio per le proprie dimensioni.

## Tecnica
L'intervento chirurgico viene effettuato con l'utilizzo di microbisturi, il quale consente di intervenire sulle fibre muscolari senza ricorrere ad incisioni cutanee riducendo al minimo il trauma legato all'attraversamento della pelle. Tramite l'utilizzo del microbisturi il chirurgo interviene direttamente sulle fasce muscolari e sulle fibre muscolari, sfibrandole fino all'ottenimento della correzione desiderata. Gli accessi cutanei creati non richiedono punti di sutura.

## Risultati
Le procedure percutanee sono utilizzate in ortopedia per l'allungamento di tendini e muscoli per la possibilità di ridurre le cicatrici, il dolore postoperatorio e facilitare la gestione del paziente.
In uno studio pubblicato nel 2021, è stato seguito un gruppo composto da 189 pazienti pediatrici con paralisi cerebrale infantile, tutti operati con la fibrotomia di Costici. I risultati hanno mostrato che la fibrotomia graduale riduce il dolore postoperatorio con una gestione più semplice del paziente, con conseguente dimissione più rapida dall'ospedale.
Tra il 2018 e il 2022 sono stati trattati con la fibrotomia di Costici più di 500 pazienti con paralisi cerebrale infantile presso l'Ospedale Bambino Gesù di Roma; i risultati sono stati sovrapponibili a quelli ottenuti con l'intervento tradizionale "a cielo aperto", ma a differenza di questo non si vedono ferite, il dolore si riduce sensibilmente ed è possibile dimettere i pazienti il giorno dopo l’intervento.